# 최헌
최헌(崔憲, 1948년 3월 12일~2012년 9월 10일)은 45년 남짓 가까이 음악 활동을 한 대한민국의 록 음악 가수, 작사가, 배우, 기타 연주가, 기업인이다. 생전에 직계 가계로는 아내와 사이에 자녀 1남 1녀(맏딸과 막내아들)가 있었다.
1967년 록 밴드 《'차밍 가이스(Charming Guys)'》의 기타리스트 겸 보컬리스트로 음악 분야(가요계)에 첫 데뷔하였으며, 1971년 록 밴드 '히식스(He.6)'의 기타 연주가 겸 보컬리스트로 스카우트되었고, 1977년 《오동잎》이라는 곡이 수록된 개인 1집 음반을 통하여 솔로 가수로 데뷔하였다. 대표곡으로 《오동잎》, 《구름 나그네》, 《가을비 우산 속》, 《당신은 몰라》, 《순아!(사랑!)》, 《앵두》 등이 있다.
일단, 가수 최헌은 아직 북조선 정권이 수립되기 이전인 1948년 3월 12일, 소련 군정 치하 북괴 시대 함경북도 성진군에서 1남 3녀(4남매) 중 둘째 및 외동아들로 출생하였으며, 그는 생후 3개월 시절이던 1948년 6월 당시에 일가족을 모두 따라서 직계 일가들이 지난날 대한제국 시대와 일제강점기 시대에도 아직 본래 거주지였던 그 시절 아직 미 군정 조선 임시 과도 정부 시대 경기도 파주군에 이주하여, 경기 파주에서 잠시 유아기를 보낸 적이 있고 그 이후 1953년 11월 당시부터 직계 가족들이 거주한 대한민국 서울특별시에서 성장하였다. 학창 시절부터 음악에 관심이 많아 친구들과 밴드를 결성해 활동했다. 명지대학교 경영학과 때 '히식스(He.6)'의 멤버로 스카우트되어 리듬 기타를 치며 인기를 끌었다. 히식스는 《초원의 사랑》과 《초원의 빛》등의 곡으로 명성을 얻었다.
1974년 최헌은 새로운 멤버 7명으로 '검은 나비'를 결성하였다. 최헌은 허스키하면서도 구수한 목소리로, 조용남(베이스 기타리스트)이 작사하였으며, 김홍탁(기타리스트)이 작곡한 《당신은 몰라》라는 곡을 발표해 당시 폭발적인 반응을 이끌어냈고, 1976년에 새로운 그룹 '호랑나비'를 결성하여 안치행 프로듀서가 작사 및 작곡한 《오동잎》이라는 곡으로 대중들에게 널리 알려져 이는 국민적 애창곡 중 하나가 되었다.
1977년에 솔로 가수로 본격 전향하여 1978년에 《앵두》라는 곡과 1979년 《가을비 우산속》이라는 곡을 연달아 히트시키면서 최고의 전성기를 누렸으며, 결국 그 인기를 등에 업고 서울 종로구 단성사 극장에서 최초의 리사이틀을 한 가수가 되었다.
그 후 활동을 접었다가 1984년에 '불나비'를 결성하여 미국 팝 가수인 버티 히긴스(Bertie Higgins)의 《카사블랑카(Casablanca)》를 번안곡으로 발표해 활동하였으며, 그때를 즈음하여서부터 자신의 대부분의 솔로 음반 작업은 안치행 프로듀서와 김기표 프로듀서라는 두 음악가와 함께 작업하였었고, 2000년대 초반에는 최헌 자신이 작사하고 김기표가 작곡한 《돈아 돈아》라는 곡으로도 인기를 얻었다. 그 밖에도 드라마 OST에도 참여하고 드라마에 배우로도 출연하였으며 다양한 예능 버라이어티 오락 프로그램에 출연을 하기도 하였다.
2011년 5월에 식도암 진단을 받고 투병하다가, 2012년 9월 10일에 향년 64세를 일기로 세상을 떠났으며, 유해는 경기도 성남시 야탑동에 있는 분당 메모리얼 파크에 안장되었다.

## 인간 관계
- 생전에 가수 김정수와 절친한 친구 관계였다.

## 주요 전력
- 서울나비기획 CEO 대표이사

## 학력
- 대광중학교 졸업
- 대광고등학교 졸업
- 명지대학교 경영대학 경영학과 학사

## 가수 활동
- 2009년 《울다 웃는 인생》
- 2006년 《이별 뒤에 남겨진 나》
- 2003년 《돈아 돈아》
- 1996년 《남자의 마음》
- 1990년 《아쉬운 이별》
- 1987년 《행초 / 바윗돌아 금난초야》
- 1986년 《잎새의 노래》
- 1985년 《미워도 당신》
- 1984년 《가수의 어느날》
- 1983년 《도시의 밤/꽃잎》
- 1981년 《가을이 오기전까지는》
- 1980년 《바람개비》
- 1979년 《가을비 우산속 / 순아》
- 1978년 《앵두 / 구름 나그네》
- 1977년 《세월》,《어찌 합니까》
- 1976년 《오동잎》
- 1974년 《당신은 몰라》

## 주요 수상 경력
- 1978년 제13회 MBC 10대 가수 가요제 최고 인기 가수(가수왕)상